# 辛哈新园蛛
辛哈新园蛛（学名：Neoscona sinhagadensis）为园蛛科新园蛛属的动物。分布于印度以及中国大陆的西藏等地，多栖息于庭院、灌木丛。该物种的模式产地在印度。